# Keith Crowder
Keith Scott Crowder (* 6. Januar 1959 in Windsor, Ontario) ist ein ehemaliger kanadischer Eishockeyspieler, der im Verlauf seiner aktiven Karriere zwischen 1976 und 1990 unter anderem 747 Spiele für die Boston Bruins und Los Angeles Kings in der National Hockey League auf der Position des rechten Flügelstürmers bestritten hat. Darüber hinaus bestritt Crowder, der den Großteil seiner aktiven Zeit in Boston verbrachte, zu Beginn seiner Profikarriere fünf Partien für die Birmingham Bulls in der World Hockey Association. Sein älterer Bruder Bruce war ebenfalls professioneller Eishockeyspieler.

## Karriere
Crowder verbrachte seine Juniorenzeit zwischen 1976 und 1979 bei den Peterborough Petes in der Ontario Major Junior Hockey League (OMJHL). Die Petes gehörten zu dieser Zeit zu den besten Juniorenteams Kanadas. Mit der Mannschaft gewann der Stürmer in den Jahren 1978 und 1979 jeweils den J. Ross Robertson Cup, die Meisterschaftstrophäe der OMJHL, und spielte in beiden Jahren ebenso im prestigeträchtigen Memorial Cup. Diesen gewann Peterborough im Jahr 1979 ebenfalls. Crowder gehörte während seiner drei Jahre zu den verlässlichen Scorern des Teams und punktete 168-mal in 192 Einsätzen.
Gleich nach dem Gewinn des Memorial Cups wurde der Kanadier als Free Agent von den Birmingham Bulls aus der World Hockey Association verpflichtet, die damit von ihren eigenen Ligaregularien – nämlich ungedraftete Juniorenspieler frei verpflichten zu können – bevorteilt wurde. Crowder absolvierte bis zum Ende der Saison 1978/79 fünf Spiele für die Bulls und bildete dort mit Spielern wie Mike Gartner, Craig Hartsburg, Rick Vaive und Rob Ramage die sogenannten „Baby Bulls“. Schließlich wurde er im Sommer im NHL Entry Draft 1979 in der dritten Runde an 57. Stelle von den Boston Bruins aus der National Hockey League ausgewählt.
Vor dem Beginn der Spielzeit 1979/80 gelang dem Offensivspieler der Sprung in die NHL nicht, sodass er zunächst in den Minor Leagues American Hockey League und International Hockey League zu Einsätzen bei den Binghamton Dusters und Grand Rapids Owls kam. Das Folgejahr begann er bei den Springfield Indians in der AHL, ehe ihm im Saisonverlauf der Sprung in den NHL-Kader gelang, nachdem er in den ersten 26 Saisonspielen insgesamt 30 Punkte gesammelt hatte. Letztlich absolvierte Crowder in seiner NHL-Rookiesaison ab Dezember 1980 47 Spiele. An der Seite von Steve Kasper und Wayne Cashman gelangen ihm dabei 25 Scorerpunkte. Mit Beginn der Saison 1981/82 war er schließlich für die folgenden acht Jahre uneingeschränkter Stammspieler der Bruins. Sein bestes Spieljahr bestritt er dabei in der Saison 1985/86 mit 84 Punkten. Im Juni 1989 verließ Crowder die Bruins schließlich nach neun Jahren und absolvierte sein letztes Profijahr bei den Los Angeles Kings, die ihn als Free Agent verpflichtet hatten.

## Erfolge und Auszeichnungen
- 1978 J.-Ross-Robertson-Cup-Gewinn mit den Peterborough Petes
- 1979 J.-Ross-Robertson-Cup-Gewinn mit den Peterborough Petes
- 1979 Memorial-Cup-Gewinn mit den Peterborough Petes

## Karrierestatistik
(Legende zur Spielerstatistik: Sp oder GP = absolvierte Spiele; T oder G = erzielte Tore; V oder A = erzielte Assists; Pkt oder Pts = erzielte Scorerpunkte; SM oder PIM = erhaltene Strafminuten; +/− = Plus/Minus-Bilanz; PP = erzielte Überzahltore; SH = erzielte Unterzahltore; GW = erzielte Siegtore; 1 Play-downs/Relegation; Kursiv: Statistik nicht vollständig)